# 科皮
47°33′19″N 30°48′21″E / 47.55528°N 30.80583°E
科皮（烏克蘭語：Копи），是烏克蘭南部的村莊，隸屬尼古拉耶夫州的沃茲涅先斯克區。該村面積0.2平方公里，海拔高度103米，2001年人口65，人口密度每平方公里325人。